# Lithacodia metachrysa
Lithacodia metachrysa là một loài bướm đêm trong họ Noctuidae.